# Champéry
Champéry je obec ve frankofonní části švýcarského kantonu Valais, v okrese Monthey. Je situována na hranici s Francií. Žije zde přibližně 1 300 obyvatel.

## Geografie
Rekreační středisko ve Valais leží v nadmořské výšce 1050 metrů na úpatí hor Dents du Midi a Dents Blanches v srdci lyžařské oblasti Portes du Soleil.
Na západním konci údolí Val d’Illiez leží vrchol Col de Bretolet ve výšce 1923 m n. m. Od roku 1958 se zde nachází kroužkovací stanice Švýcarského ornitologického institutu Sempach.

## Historie

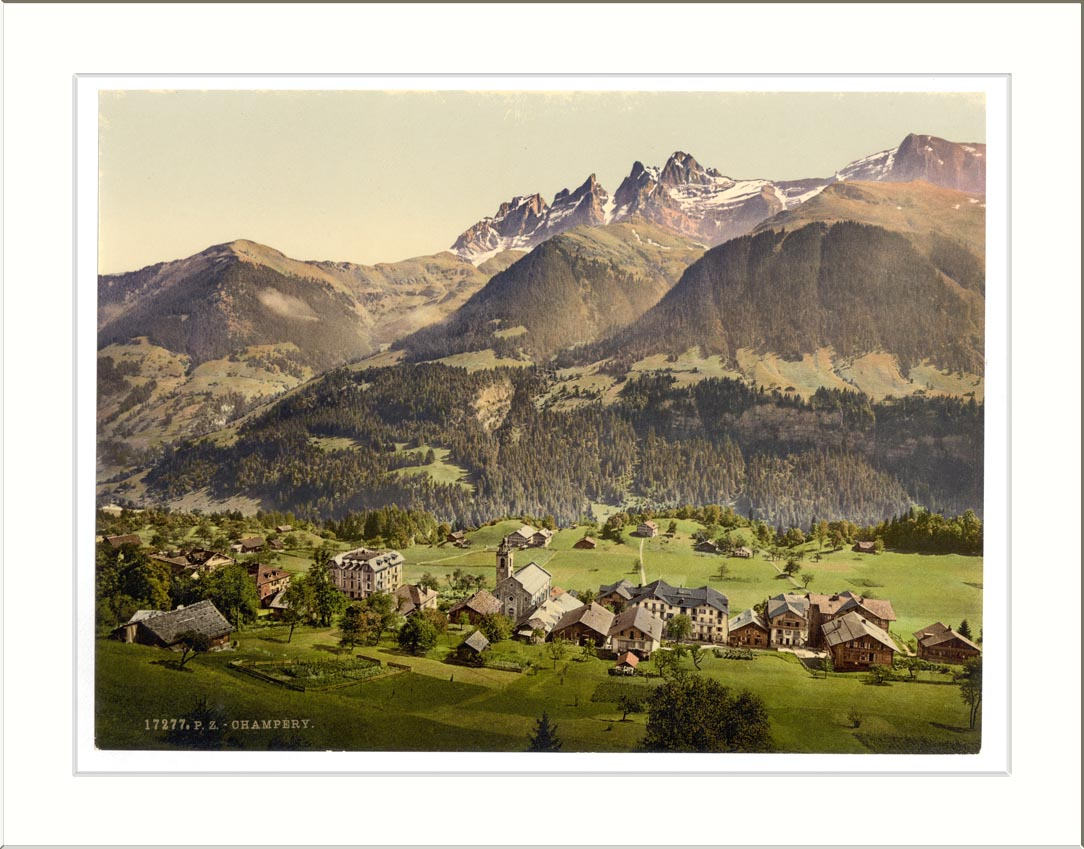
Champéry (konec 19. století)

Obec je poprvé zmiňována v roce 1286 jako Champery. Do roku 1839 byla obec částí obce Val-d’Illiez.
Údolí Val d’Illiez bylo údajně osídleno v průběhu doby stěhování národů. Ve středověku byla léna ve Val d’Illiez rozdělena mezi mnoho šlechtických vazalů Savojska. Obyvatelé údolí se těšili jisté míře autonomie a řadě privilegií, které si museli vymoci po vpádu vojsk horního Valais v roce 1536: právo navrhovat kandidáty na kastelány, správa obecních statků, drobné dávky. Obyvatelstvo, které se v roce 1715 vykoupilo ze služeb pánů, se v 17. a 18. století značně rozrostlo. Často se dostávali do sporů se zřízenci horního Valais v Monthey. Toto napětí vypuklo v roce 1790; povstání učinilo z místního obyvatele Pierra-Maurice Rey-Belleta hrdinu. V 19. století byla zakázána vojenská služba, což znamenalo, že tento dříve významný zdroj příjmů přestal být k dispozici. Celé rodiny emigrovaly do Alžírska (1851) nebo Argentiny (1861).

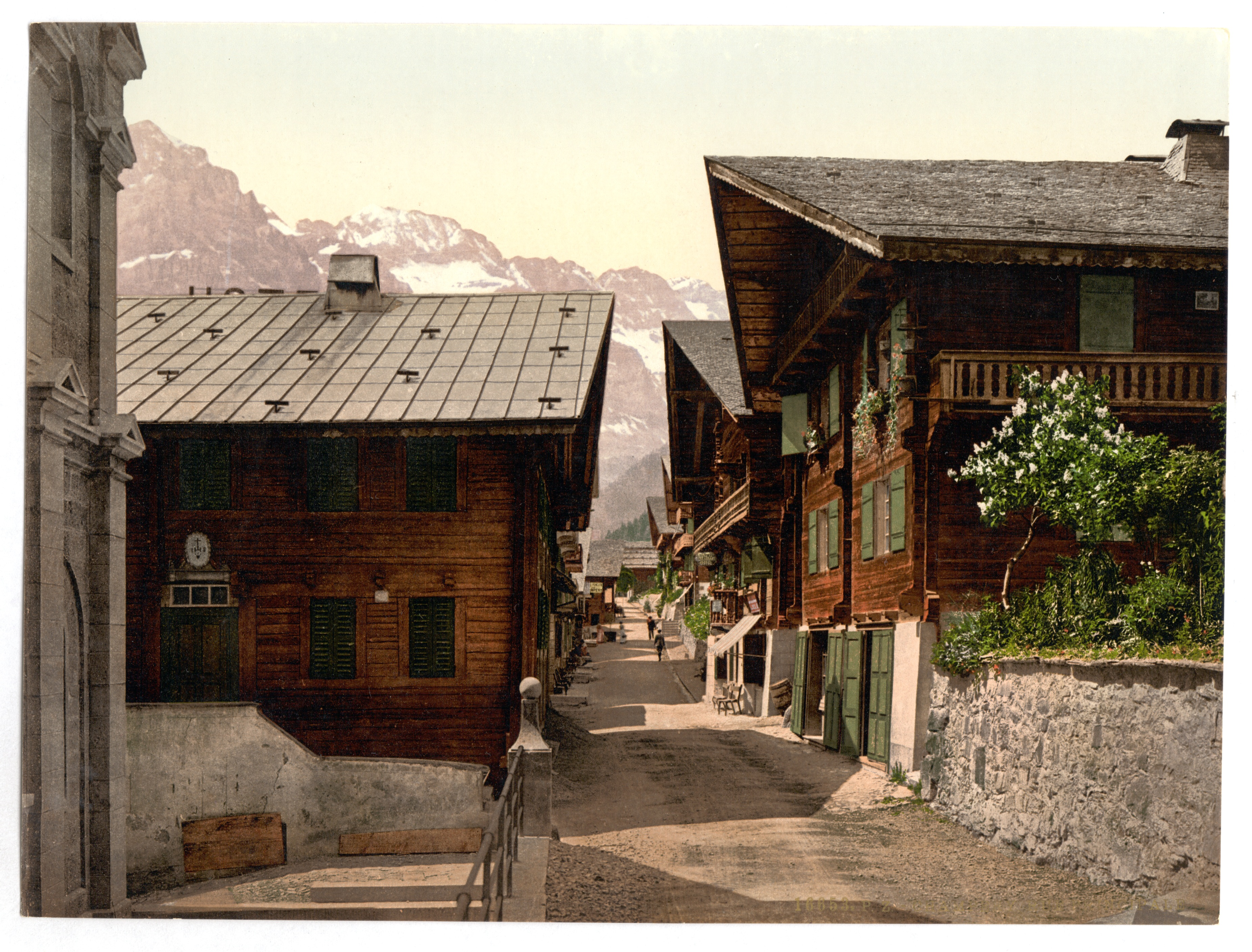
Centrum obce (konec 19. století)

Champéry je jedním z nejstarších turistických středisek ve Švýcarsku. Cestovní ruch zde začal otevřením hotelu Dents du Midi v roce 1857. V roce 1864 se rekreanti mohli poprvé projít galerií Défago, vytesanou do svislé skalní stěny, a podívat se na protější vesnici Champéry.
V roce 1939 postavila společnost Société de téléphérique Champéry-Planachaux v Champéry první lanovku pro 18 cestujících. Jezdila z horního okraje obce na Alp Planachaux, 750 metrů nad obcí. V roce 1987 byla lanovka nahrazena moderní velkou kabinkovou lanovkou. V roce 1991 byla železniční trať Aigle – Ollon – Monthey – Champéry, která byla otevřena v roce 1909, prodloužena k údolní stanici nové kabinkové lanovky. Od té doby mohou cestující přestupovat přímo do kabiny velké pozemní lanovky, která nyní jezdí až na vrchol Croix de Culet nad Alp Planachaux.
V letech 1963–1987 jezdila z obce na Alp Planachaux také dvoumístná kabinová lanovka.
Francouzsko-švýcarské lyžařské středisko Portes du Soleil bylo založeno v roce 1964. V roce 1969 se obec stala jednou ze zakládajících obcí tohoto lyžařského areálu.

## Obyvatelstvo
| Vývoj počtu obyvatel | Vývoj počtu obyvatel | Vývoj počtu obyvatel | Vývoj počtu obyvatel | Vývoj počtu obyvatel | Vývoj počtu obyvatel | Vývoj počtu obyvatel | Vývoj počtu obyvatel | Vývoj počtu obyvatel | Vývoj počtu obyvatel | Vývoj počtu obyvatel |
| -------------------- | -------------------- | -------------------- | -------------------- | -------------------- | -------------------- | -------------------- | -------------------- | -------------------- | -------------------- | -------------------- |
| Rok                  | 1798                 | 1850                 | 1860                 | 1900                 | 1950                 | 2000                 | 2010                 | 2012                 | 2014                 | 2016                 |
| Počet obyvatel       | 405                  | 619                  | 503                  | 704                  | 861                  | 1107                 | 1276                 | 1252                 | 1284                 | 1324                 |

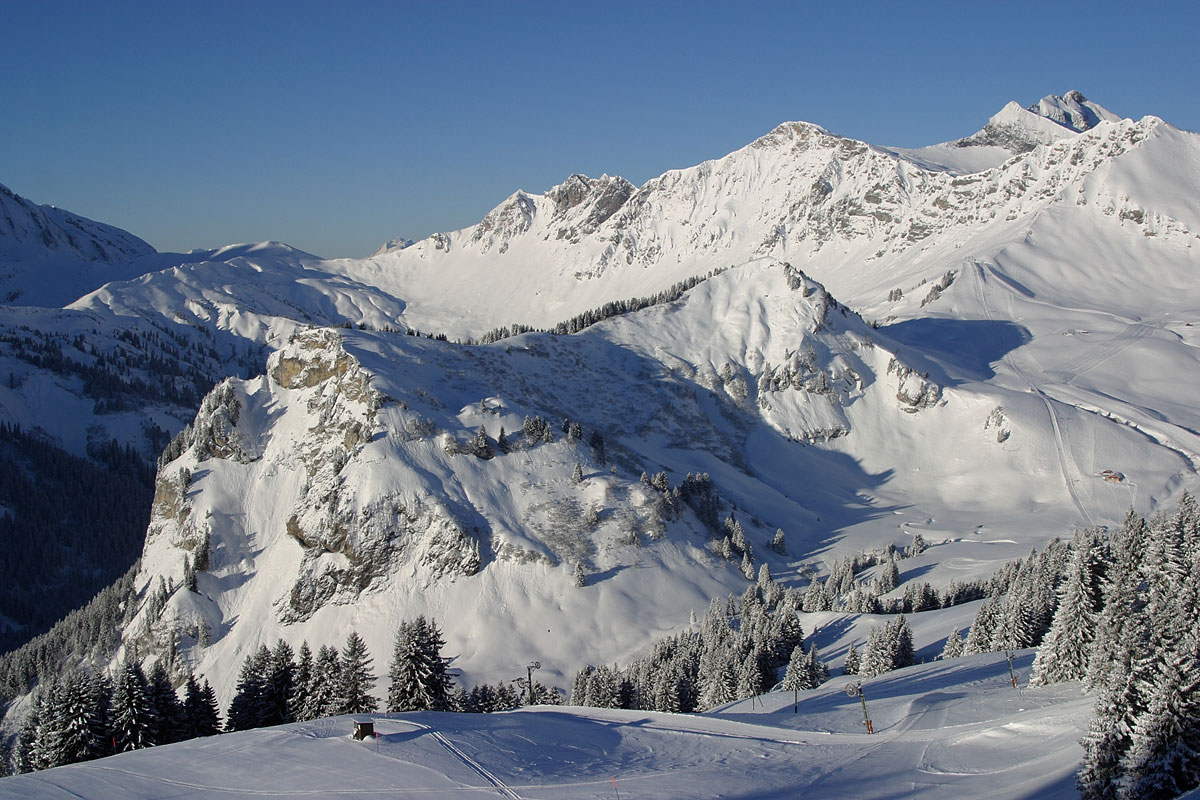
Lyžařské středisko v Champéry

V roce 2000 hovořilo 90 % obyvatel obce francouzsky. K římskokatolické církvi se hlásí 73,9 % obyvatel, ke švýcarské reformované církvi 9,3 % obyvatel.

## Sport
V roce 2002 se v Champéry konalo mistrovství světa juniorů v hokejbalu. V roce 2011 se zde konalo mistrovství světa v závodech horských kol. Galerie Défago je 600 metrů dlouhá vyhlídková trasa vybudovaná na okraji skály s výhledy na Champéry.

## Fotogalerie

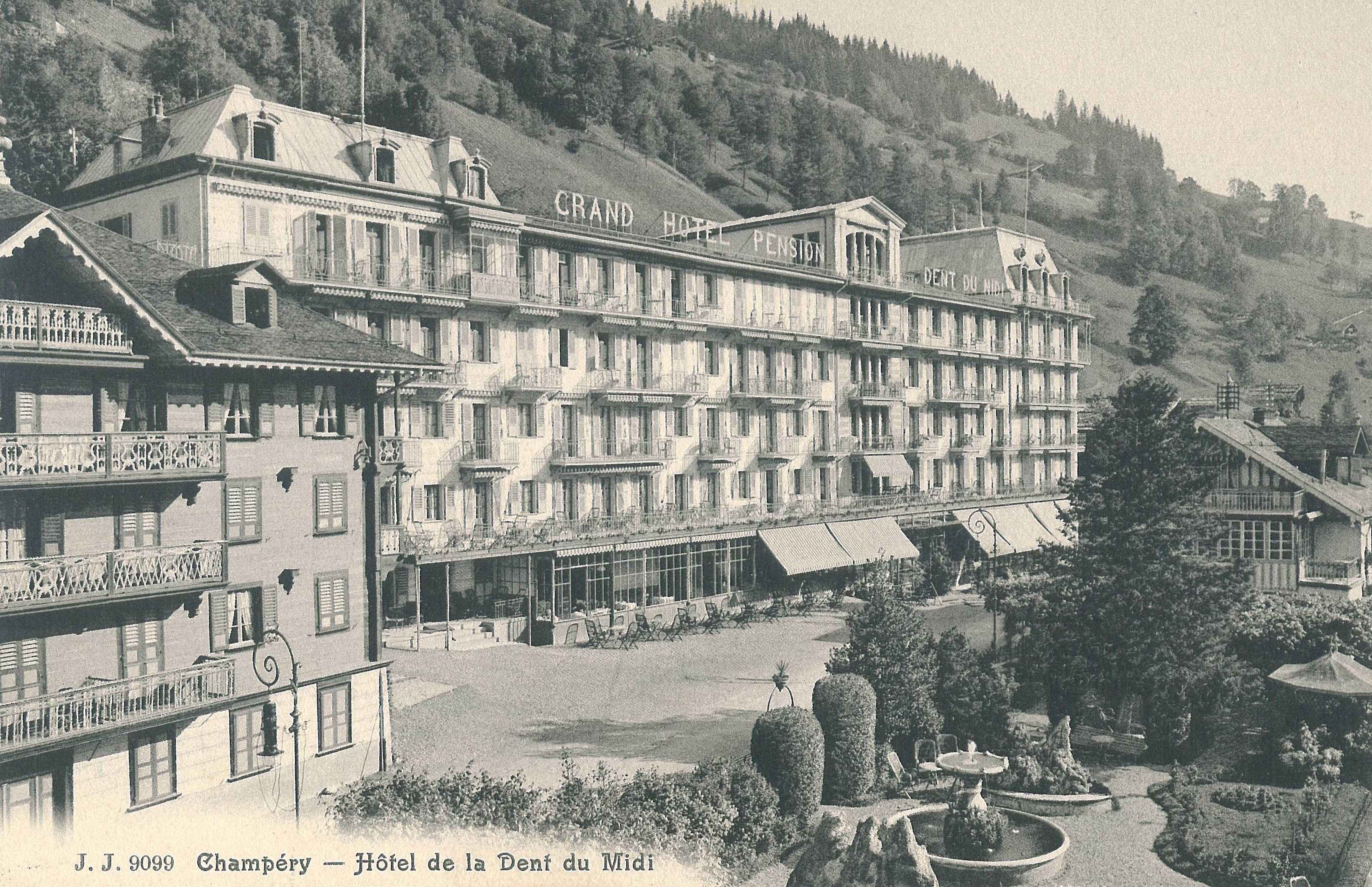
Hotel Dents-du-Midi
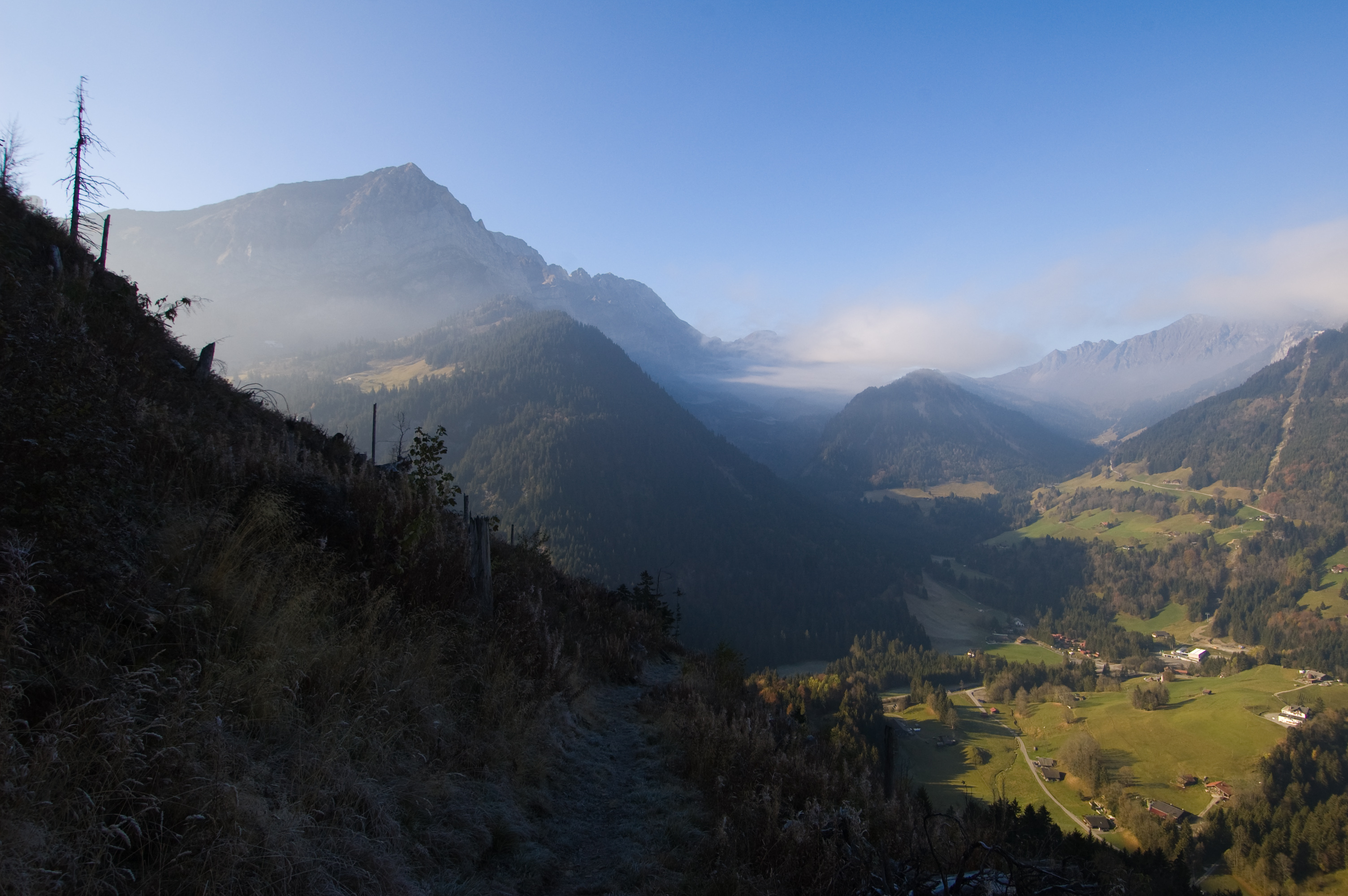
Val d’Illiez